# McDonnell Aircraft Corporation
Макдонел еркрафт корпорејшон (енгл. McDonnell Aircraft Corporation) је америчка фабрика авиона. 
Основана је 1939. године, а 1967. године је престала да постоји као јединствена фирма послије спајања са фирмом Даглас (Douglas) у нову фирму Макдонел Даглас (McDonnell Douglas).
У Другом свјетском рату, фабрика израђује дијелове авиона и тренажни авион АТ-21.
Послије Другог свјетског рата, ради за Америчку морнарицу млазне ловце FH-1 фантом (FH-1 Phantom) 1946, F2H банши (F2H Banshee) 1947. и F3H демон (F3H Demon) 1951.
За Америчко ратно ваздухопловство израђује F-101 вуду (F-101 Voodoo) 1954. и F-4 фантом II (F-4 Phantom II) 1958. Израђује беспилотну летјелицу Квејл (Quail) и дио система ПВО Талос (Talos).
У свемирском програму САД учествује изградњом капсула Меркјури (Mercury) и Џемини (Gemini).
1967. улази у састав Макдонел Дагласа.